# Beameromyia occidentis
Beameromyia occidentis är en tvåvingeart som först beskrevs av Hardy 1942.  Beameromyia occidentis ingår i släktet Beameromyia och familjen rovflugor. Inga underarter finns listade i Catalogue of Life.